# Lycomorphodes griseovariegata
Lycomorphodes griseovariegata là một loài bướm đêm thuộc phân họ Arctiinae, họ Erebidae.